# Élections municipales de 2008 dans les Alpes-de-Haute-Provence
Les élections municipales françaises de 2008 ont eu lieu les 9 et 16 mars 2008. Le département des Alpes-de-Haute-Provence compte 200 communes, dont 6 de plus de 3 500 habitants où les conseillers municipaux sont élus selon un scrutin de liste avec représentation proportionnelle.

## Maires élus
Les maires élus à la suite des élections municipales dans les communes de plus de 3 500 habitants :
| Communes                   | Population (2006) | Maire sortant           | Parti | Parti | Maire élu               | Parti | Parti |
| -------------------------- | ----------------- | ----------------------- | ----- | ----- | ----------------------- | ----- | ----- |
| Château-Arnoux-Saint-Auban | 5 126             | José Escanez            |       | MRC   | Patrick Martellini      |       | PRG   |
| Digne-les-Bains            | 17 868            | Serge Gloaguen          |       | PS    | Serge Gloaguen          |       | DVG   |
| Forcalquier                | 4 654             | Christophe Castaner     |       | PS    | Christophe Castaner     |       | PS    |
| Manosque                   | 21 162            | Bernard Jeanmet-Péralta |       | UMP   | Bernard Jeanmet-Péralta |       | UMP   |
| Oraison                    | 4 867             | Michel Vittenet         |       | DVD   | Michel Vittenet         |       | DVD   |
| Sisteron                   | 7 251             | Daniel Spagnou          |       | UMP   | Daniel Spagnou          |       | UMP   |

## Résultats

### Résultats en nombre de maires
| Partis       | Partis                            | Maires sortants | Maires élus | Évolution |
| ------------ | --------------------------------- | --------------- | ----------- | --------- |
|              | Parti socialiste                  | 2               | 1           | -1        |
|              | Mouvement républicain et citoyen  | 1               | 0           | -1        |
|              | Parti radical de gauche           | 0               | 1           | +1        |
|              | Divers gauche                     | 0               | 1           | +1        |
| Total gauche | Total gauche                      | 3               | 3           | 0         |
|              | Union pour un mouvement populaire | 2               | 2           | 0         |
|              | Divers droite                     | 1               | 1           | 0         |
| Total droite | Total droite                      | 3               | 3           | 0         |
| Total        | Total                             | 6               | 6           | -         |